# Щадилов, Леонид Владимирович
Леонид Владимирович Щадилов (род. 13 августа 1991 года) — российский волейболист, доигровщик клуба МГТУ. Мастер спорта России.

## Спортивная карьера
Отец и мать Щадилова — мастера спорта по волейболу, а дед был волейбольным арбитром. Учился волейболу у тульского тренера Галины Петровны Кизеевой, заслуженного тренера России. В 14 лет был замечен скаутами «Динамо» (Москва). Начинал карьеру в Суперлиге за «Динамо» (Москва) (2011-2013). Затем выступал за команды «Газпром-Югра» и «Ярославич», в высшей лиге — за МГТУ и челябинское «Торпедо». В 2020 году перешёл в клуб «Нефтяник». Стал игроком польского клуба Аэро (Одолена-Вода) летом 2021 года.
Победитель молодежного чемпионата мира 2011, был признан MVP турнира и лучшим атакующим игроком.